# Résolution 877 du Conseil de sécurité des Nations unies
Membres permanents
- Chine
- États-Unis
- France
- Royaume-Uni
- Russie

Membres non permanents
- Brésil
- Cap-Vert
- Djibouti
- Espagne
- Hongrie
- Japon
- Maroc
- Nouvelle-Zélande
- Pakistan
- Venezuela

Résolution no 876 Résolution no 878
La résolution 877 du Conseil de sécurité des Nations unies, adoptée à l'unanimité le 21 octobre 1993, après avoir rappelé 808 (1993) et 827 (1993), a nommé sur proposition du secrétaire général Boutros Boutros-Ghali de M. Ramón Escovar Salom au poste de procureur près le Tribunal pénal international pour l'ex-Yougoslavie (TPIY). 

## Voir également
- Guerre de Bosnie-Herzégovine
- Dislocation de la Yougoslavie
- Guerre de Croatie
- Guerres de Yougoslavie